# Počeradský potok
Počeradský potok je drobný vodní tok v Mostecké pánvi v okrese Most a okrese Louny. Je dlouhý 8,9 km, plocha jeho povodí měří 33,7 km² a průměrný průtok v ústí je 0,02 m³/s. V horní části toku jde v délce asi 2 km o občasný vodní tok. Správcem toku je státní podnik Povodí Ohře.

## Průběh toku
Potok vytéká z rybníka na návsi v Moravěvsi v nadmořské výšce 270 m n. m. Nejprve teče směrem na jihovýchod, překračuje hranici z okresu Most do okresu Louny a podél jihozápadní hranice složiště popílku Elektrárny Počerady. Až k Blažimi je potok zatrubněn. Povrchové koryto začíná až severovýchodně od kóty Na Bábě (285 m n. m.) a vede podle jižní strany složiště popílku, za kterým se stáčí na sever a protéká areálem elektrárny, na jehož okraji se vrací zpět do mosteckého okresu. Odtud směřuje přibližně k severu. Podtéká silnici II/255, na levé straně míjí pískovnu a vzápětí se severozápadně od Volevčic v nadmořské výšce 211 m n. m. vlévá zprava do Srpiny.